# Dagon
Dagon o Dogon fou un déu de la fertilitat fenici d'origen mesopotàmic. El seu nom inclou l'arrel semítica per dir "gra" i se'l representa com un home amb atributs de peix (tot i que sembla que les primeres representacions no recollien aquests trets), probablement per la importància del riu i de l'aigua per a l'agricultura. A Ebla es considerà com un dels principals déus del panteó, mentre que no va tenir aquest caràcter a Ugarit, per la seva confusió parcial amb altres divinitats. Dagon era fill de les divinitats primigènies i es casà amb la deessa Shala.
No han sobreviscut moltes fonts sobre la vida o funcions quotidianes de Dagon, però sí mencions a textos de diverses cultures, incloent-hi aparicions a la Bíblia. Ha reaparegut com a criatura marina als Mites de Cthulhu.